# ایلونا مار
ایلونا مار (انگلیسی: Ilona Maher؛ زادهٔ ۱۲ اوت ۱۹۹۶) بازیکن زن راگبی ۷ نفره اهل ایالات متحده آمریکا است.